# Lee Strasberg Theatre and Film Institute
Il Lee Strasberg Theatre and Film Institute è una scuola di recitazione che si trova al numero 115 della 15ª strada, tra Union Square Est e Irving Place, nel quartiere di Union Square a Manhattan, New York, così come la sede al numero 7936 del Santa Monica Boulevard a West Hollywood, California. La scuola è stata fondata dal noto insegnante di recitazione Lee Strasberg nel 1969 per insegnare e promuovere le tecniche del metodo di recitazione.
L'istituto ha un rapporto con la Tisch School of the Arts presso la New York University, dove gli studenti possono studiare in un programma della durata di otto anni. L'istituto è attualmente sotto la direzione artistica di Anna Strasberg, vedova di Lee Strasberg.